# Stefan von Wernhardt

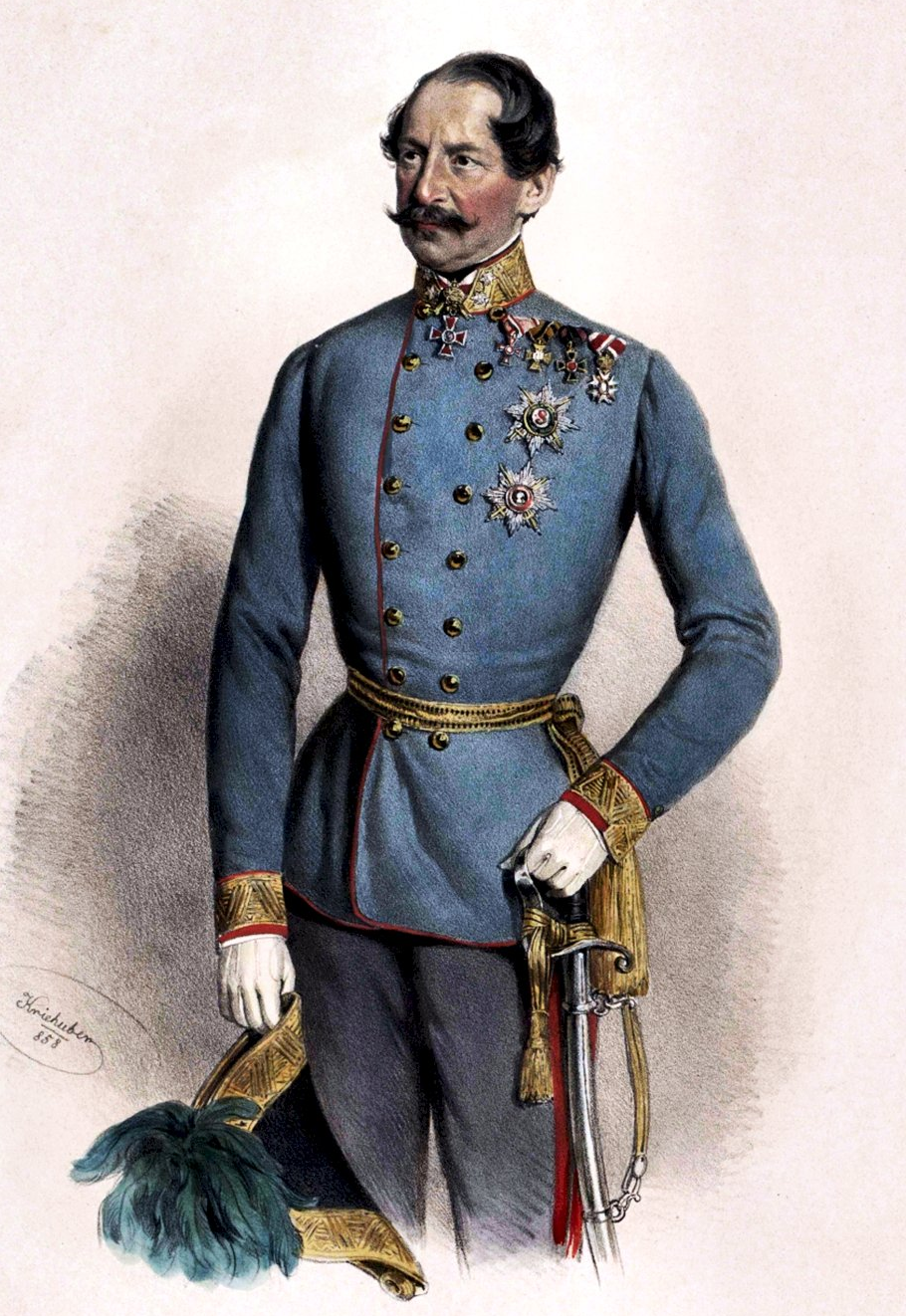
Stefan Freiherr von Wernhardt 1858

Stefan Wilhelm Freiherr von Wernhardt (* 26. März 1806 in Hermannstadt; † 17. August 1869 in Wien) war ein k. k. Kämmerer, Geheimer Rat, Feldmarschallleutnant und Inhaber des Linien-Infanterie-Regiments Nr. 16 sowie Oberleutnant der königlich ungarischen Leibgarde.

## Herkunft und Familie

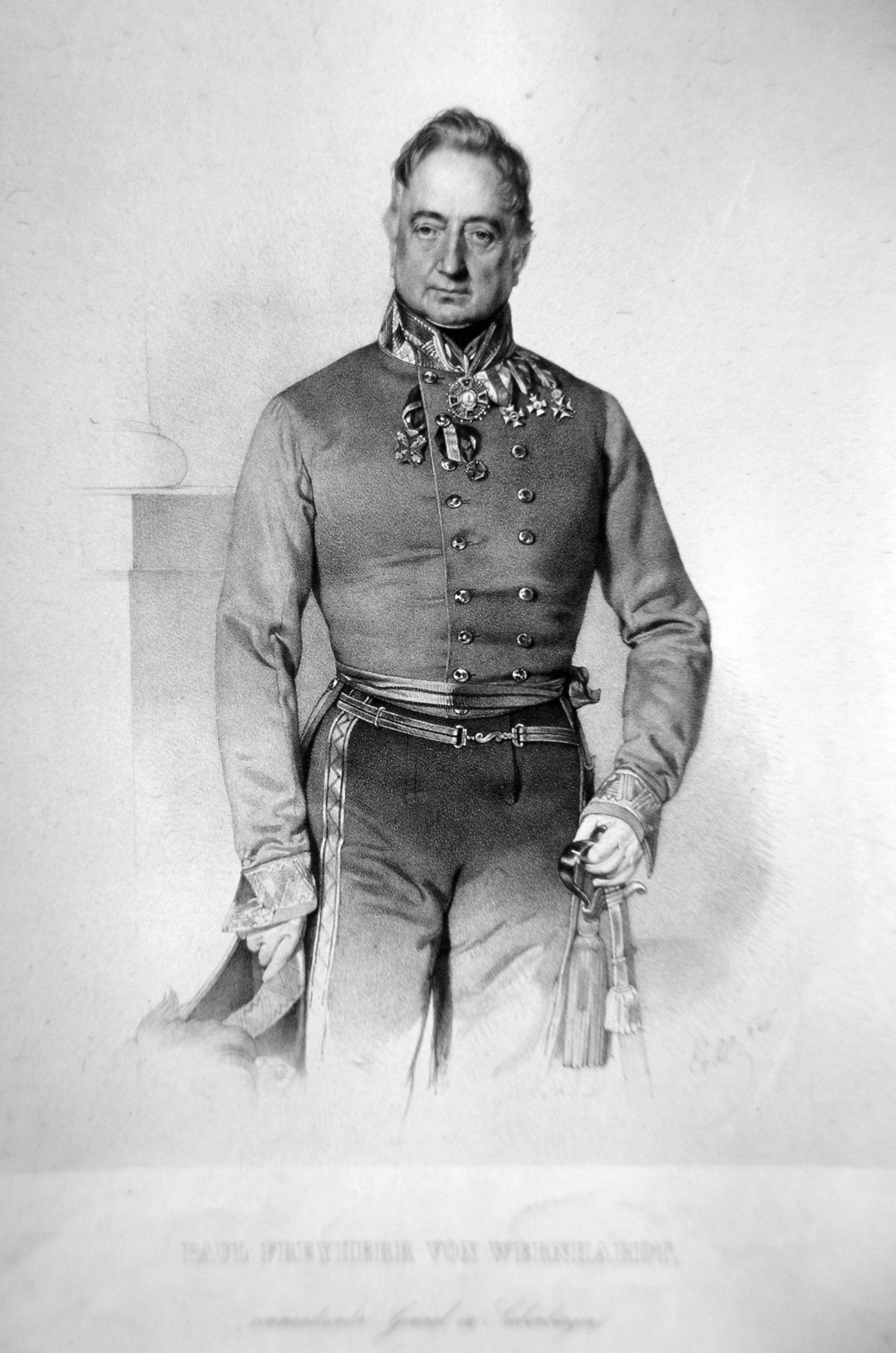
Stefans Vater Paul Freiherr von Wernhardt 1840

Stefan entstammte einer Familie, die in Person des Stefan Wernhardt, als Dank für seinen tapferen Einsatz in den Türkenkriegen, am 15. Februar 1621 einen Wappenbrief durch den Hofpfalzgrafen Florian Drosdowsky von Drostowitz erhielt. Dessen Söhne wurden am 25. September 1646 in den rittermäßigen Adelsstand erhoben.
Der Offizier war der Sohn des Paul Freiherr von Wernhardt (1776–1846), Magnat von Ungarn Geheimer Rat, General der Kavallerie und Theresienritter und der Maria Anna (* 27. Juni 1784), Tochter des Feldmarschallleutnants Freiherr Joseph Cerrini de Monte Varchi und Schwester des Generalmajors Karl Cerrini de Monte Varchi. Paul von Wernhardt wurde 1818 die österreichische und ungarische Freiherrnwürde verliehen.
Stefan von Wernhardt vermählte sich am 20. November 1847 mit Charlotte Freiin von Kémeny de Gyerö Monostor (* 17. März 1829; † 8. März 1859). Das Paar hatte fünf Töchter und zwei Söhne. Der älteste Sohn, Paul Vincenz (* 5. Dezember 1851; † 19. August 1923), betrat ebenfalls die Offizierslaufbahn und avancierte am 2. Mai 1910 gleichfalls zum Feldmarschalleutnant.
Das Geschlecht ist im Mannesstamm erloschen.

## Biographie

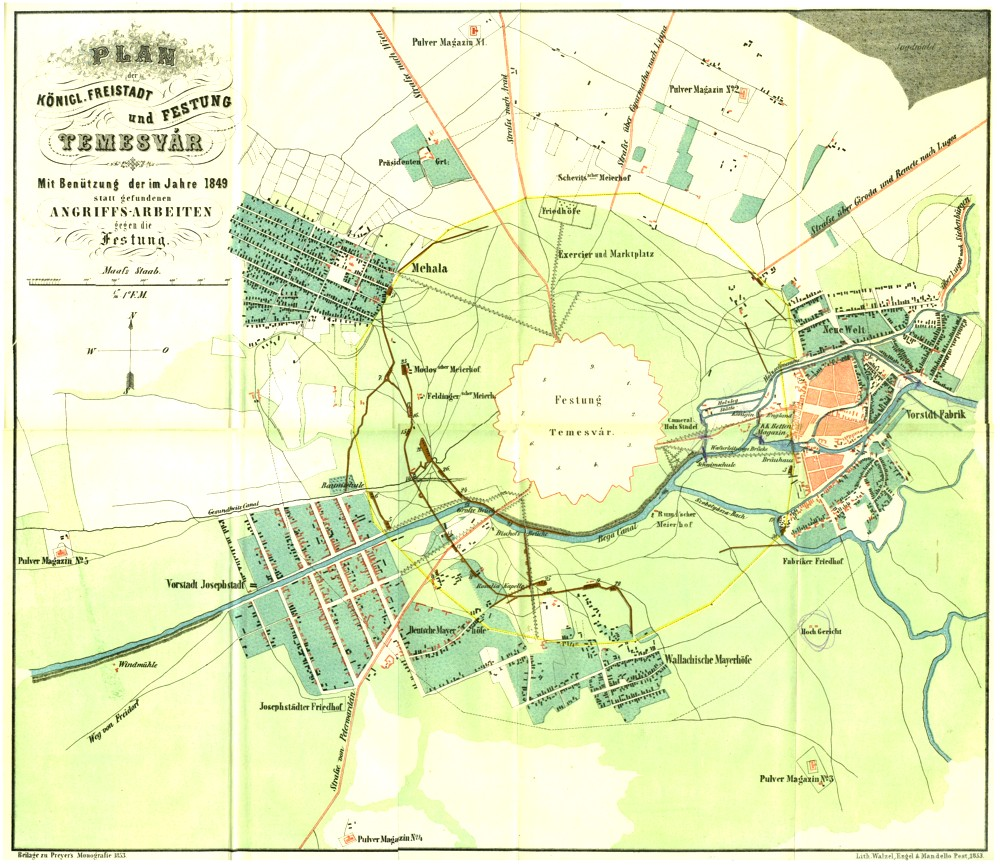
Temeswar 1849

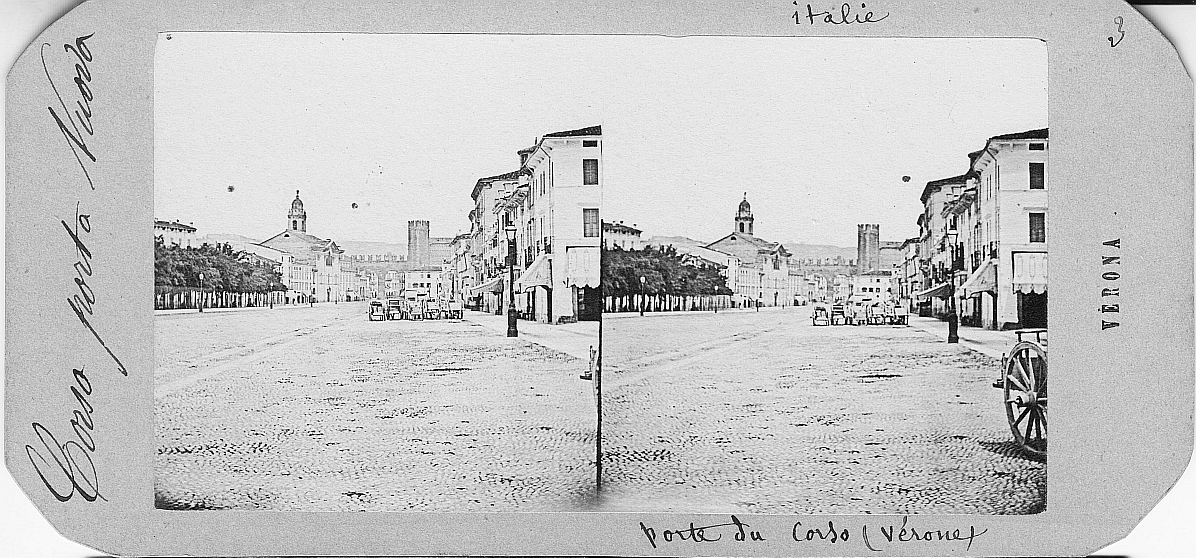
Verona, Porta Nuova 1859

Stefan trat gleich seinem Vater in die Reihen der kaiserlichen Armee, war Hauptmann im Infanterieregiment Nr. 33, 1841 Major im Infanterieregiment Nr. 48 und rückte 1843 zum Oberstleutnant im Infanterieregiment Erzherzog D’Este Nr. 32 vor.
Er wurde am 30. Mai 1845 vom Infanterieregiment Nr. 32 unter gleichzeitiger Ernennung zum Oberst und Regimentskommandanten zum Infanterieregiment Nr. 41 transferiert. Bei der im September des Jahres stattgefundenen Konzentrierung der Truppen in Hermannstadt hatte er Gelegenheit, zum ersten Mal sein Regiment (1. und 2. Feldjäger- sowie 1. Landwehrbataillon) seinem Vater Paul, dem General der Kavallerie und Kommandierenden General von Siebenbürgen vorzuführen.
Der Offizier wurde am 9. April 1849 Generalmajor und bewährte sich während der Belagerung von Temeswar auf das Glänzendste. Danach übte er das Amt des Militär-Distriktkommandanten daselbst aus. In dieser Eigenschaft sorgte er im Oktober des Jahres für die Abgabe der sogenannten Kossuthbanknoten durch die Bevölkerung. In seiner Eigenschaft als Generalmajor erfolgte seine Berufung zum Brigadier in Maria-Theresiopel, später als solcher in Pest im X. Armeekorps, sodann 1851 in Wien im I. Armeekorps.
Dem Waffenkenner und ausgezeichneten Schützen war es hauptsächlich zu verdanken, dass im Jahre 1851 das Lorenz’sche Gewehr, trotz namhafter Opposition, namentlich von Fachkundigen, für die Armee eingeführt wurde, eine Waffe, welche sich seinerzeit als Vorderlader europäischen Ruhmes erfreute.
Wernhardt wurde am 26. Oktober 1852 zum Feldmarschalleutnant und Truppendivisionär befördert. Er wurde nach dem Züricher Frieden Festungskommandant von Verona, dem die schwere Aufgabe zufiel, Festung und Forts in kürzester Zeit zu armieren und auszurüsten. Er verrichtete diese Aufgabe sehr ambitioniert, und doch war ein einziges Versehen Veranlassung, dass er des Postens enthoben wurde. Der damalige Armeekommandant in Italien ließ sich eines Tages den Rapport über die Ausrüstung der Forts vorlegen. Wernhardt berichtete nach den Meldungen der Unterabteilungen, wonach alles im vollsten Verteidigungsstand sei. Eine Inspizierung des Armeekommandanten fand ein Vorwerk nicht armiert und der Feldmarschalleutnant wurde in Gnaden seines Postens enthoben. Kaiser Franz Joseph I. hatte jedoch seine vorzüglichen Dienste nicht vergessen und ernannte ihn am 28. April 1859 zum Kommandanten des X. Armeekorps, sodann, bei der Errichtung der ungarischen Leibgarde, am 21. April 1867 zum Oberleutnant in derselben. Der seit dem Jahre 1855 Inhaber des Linieninfanterieregiments Nr. 16 wurde am 3. Juni 1862 pensioniert.
Wernhardt war schon im Ruhestand, als er auch im Jahr 1866 zu den Kommissionen beigezogen wurde, die sich mit der Einführung der Hinterlader zu beschäftigen hatten. Seine Kenntnisse in dieser Richtung bewährten sich aufs Neue, und er sprach sich für die beiden Systeme von Karl Wänzel und Josef Werndl aus.
Der Magnat des Königreichs Ungarn wurde zum Ehrenbürger der königlichen Freistadt Temeswar ernannt.

## Auszeichnungen
Der Offizier wurde vielfach dekoriert, unter anderem mit:
- Österreichisch-kaiserlicher Leopold-Orden, Komturkreuz mit Kriegsdekoration (1849)
- Militärverdienstkreuz (Österreich), Kriegsdekoration
- Russischer Sankt-Stanislaus-Orden, Ritterkreuz I. Klasse mit Schwertern (1849)
- Russischer Orden des Heiligen Wladimir, Ritterkreuz IV. Klasse (1849)
- Dänischer Dannebrogorden, Großkreuz
- Hessischer Verdienstorden Philipps des Großmütigen, Großkreuz (19. September 1869)[15]
- Orden des heiligen Joseph (Toskana), Ritterkreuz

## Wappen

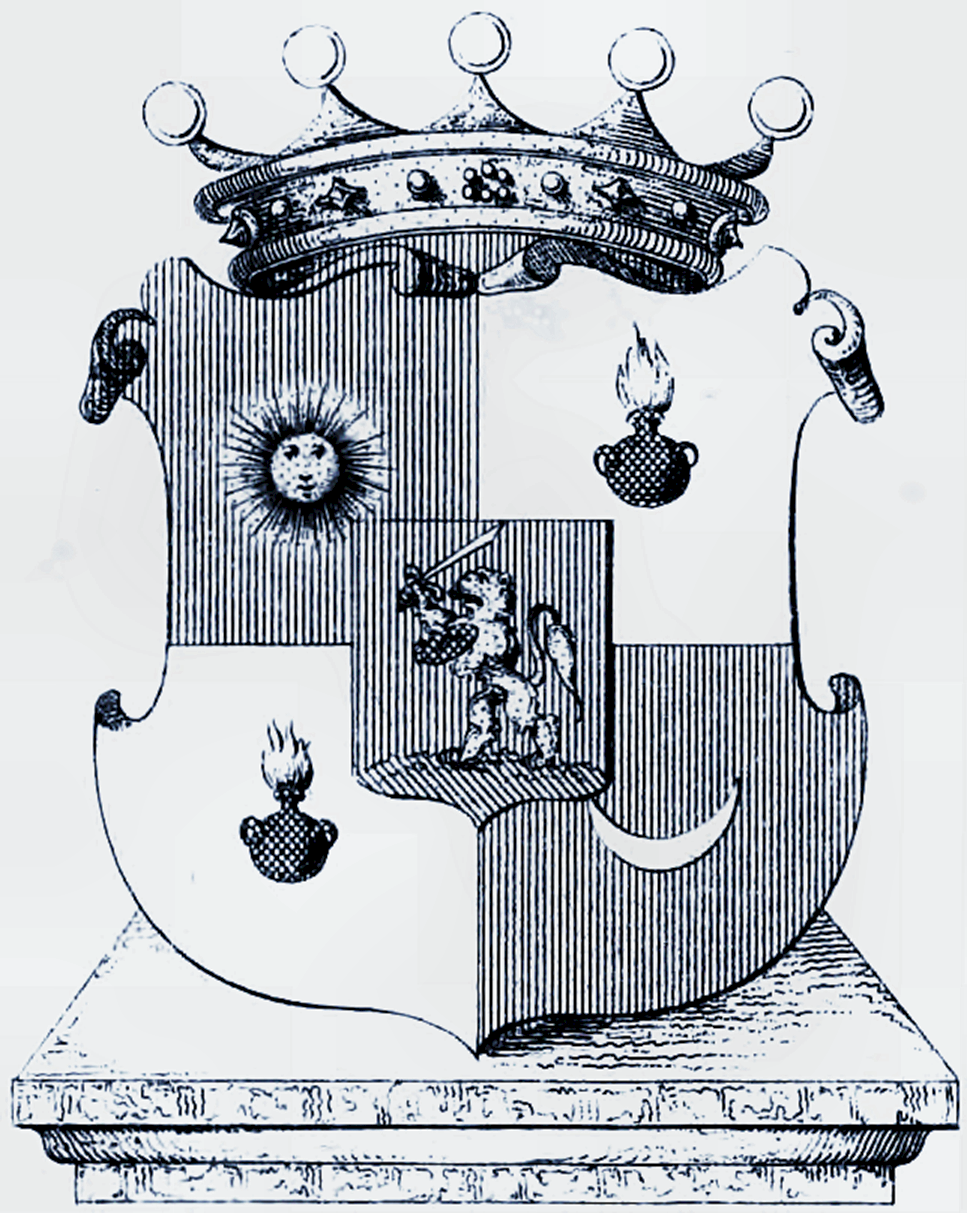
Wappen der Freiherrn von Wernhardt 1818

1818: Quadriert mit Mittelschild, der in Schwarz auf einem Dreihügel einen gekrönten goldenen Löwen zeigt, welcher in der rechten Pranke ein Schwert schwingt, in der Linken eine Tartsche vor sich hält. Im ersten, roten Feld eine strahlende Sonne; im zweiten und dritten silbernen Feld eine brennende Bombe: im vierten, roten Feld ein Halbmond. Auf dem Schild ruht die Freiherrnkrone.

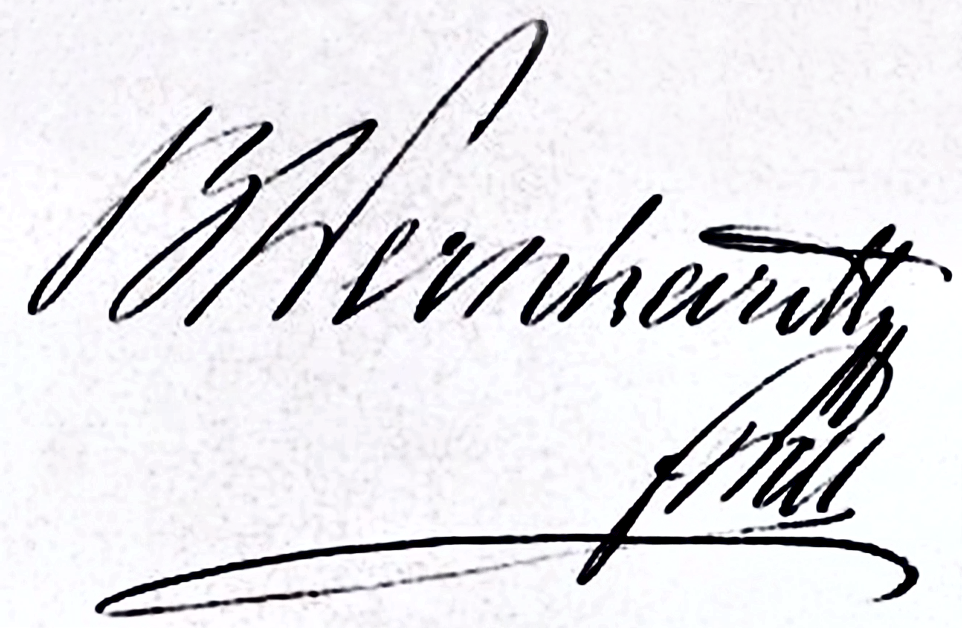
Autograph von Stefan Freiherr von Wernhardt